# Alford (Aberdeenshire)
Pour les articles homonymes, voir Alford.
Alford est un village d’Écosse situé à 40 km au nord-est d'Aberdeen, sur la rive droite du Don.

## Histoire
En 1645, Montrose y battit les Covenanters.